# Piksinranta
Piksinranta är en småort i Jukkasjärvi distrikt (Jukkasjärvi socken) i Kiruna kommun. Småorten ligger strax norr om orten Kurravaara vid sjön Oinakkajärvi. Avståndet till kommunens centralort Kiruna är cirka 15 kilometer.
Småorten Piksinranta är avskild från småorten Kurravaara genom bebyggelse som är för spridd för att räknas som en småort eller tätort.
Vid småortsavgränsningen 2010 utgjorde andelen obebodda fritidshusfastigheter i småorten mer än 30 % av samtliga fastigheter.

## Befolkningsutveckling
| Befolkningsutvecklingen i Piksinranta 2005–2020 | Befolkningsutvecklingen i Piksinranta 2005–2020 | Befolkningsutvecklingen i Piksinranta 2005–2020 | Befolkningsutvecklingen i Piksinranta 2005–2020 | Befolkningsutvecklingen i Piksinranta 2005–2020 |
| ----------------------------------------------- | ----------------------------------------------- | ----------------------------------------------- | ----------------------------------------------- | ----------------------------------------------- |
|                                                 |                                                 |                                                 |                                                 |                                                 |
| År                                              |                                                 |                                                 | Folkmängd                                       | Areal (ha)                                      |
| 2005                                            | 2005                                            |                                                 | 53                                              | 19#                                             |
| 2010                                            | 2010                                            |                                                 | 61                                              | 19#                                             |
| 2015                                            | 2015                                            |                                                 | 134                                             | 75#                                             |
| 2020                                            | 2020                                            |                                                 | 142                                             | 79#                                             |
| Anm.: Ny småort 2005. # Som småort.             |                                                 |                                                 |                                                 |                                                 |